# Campbell Soup Company

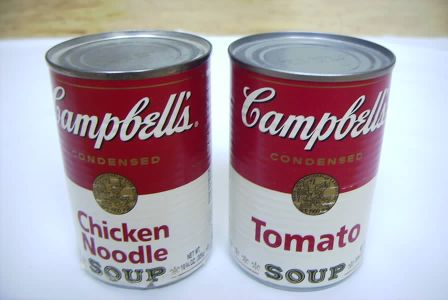
Två soppor av Campbell's

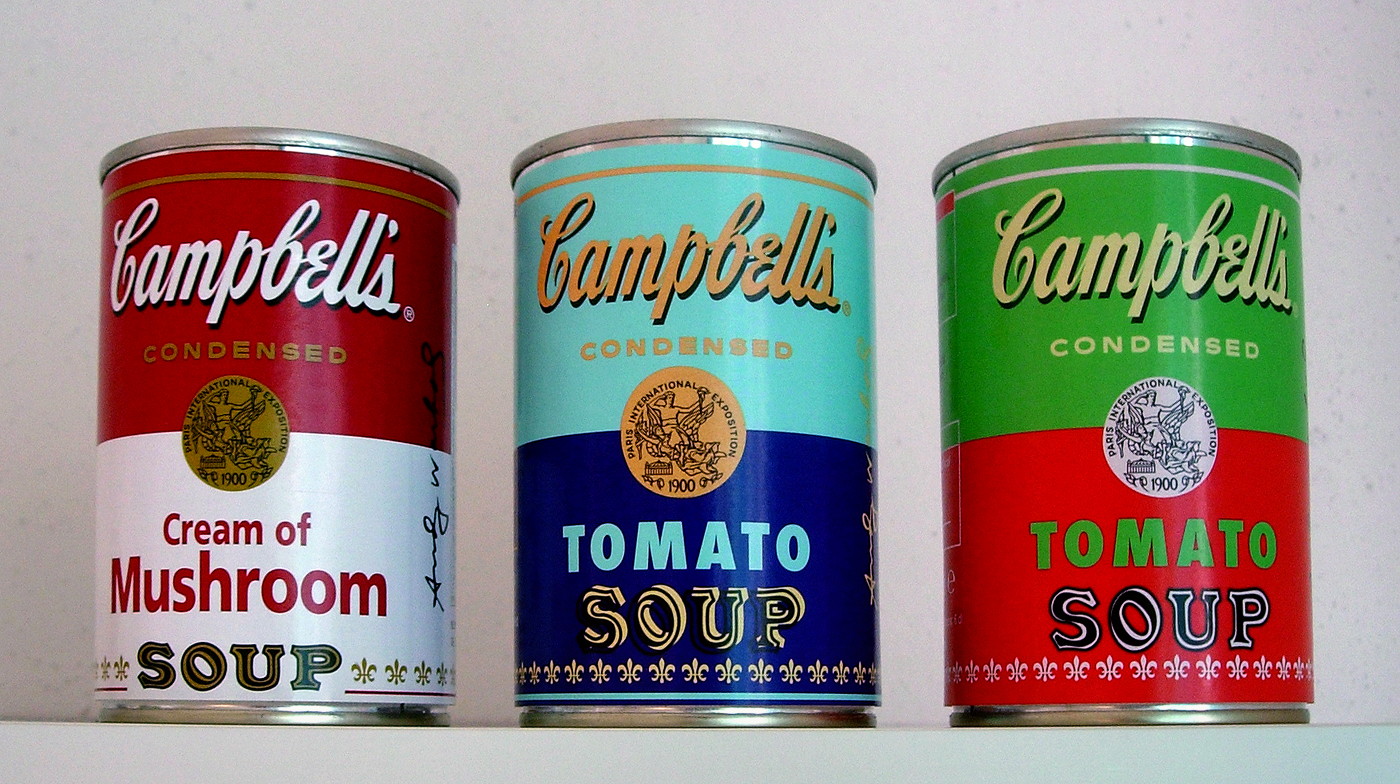
Campbell's soppburkar, Special edition med Andy Warhols signatur.

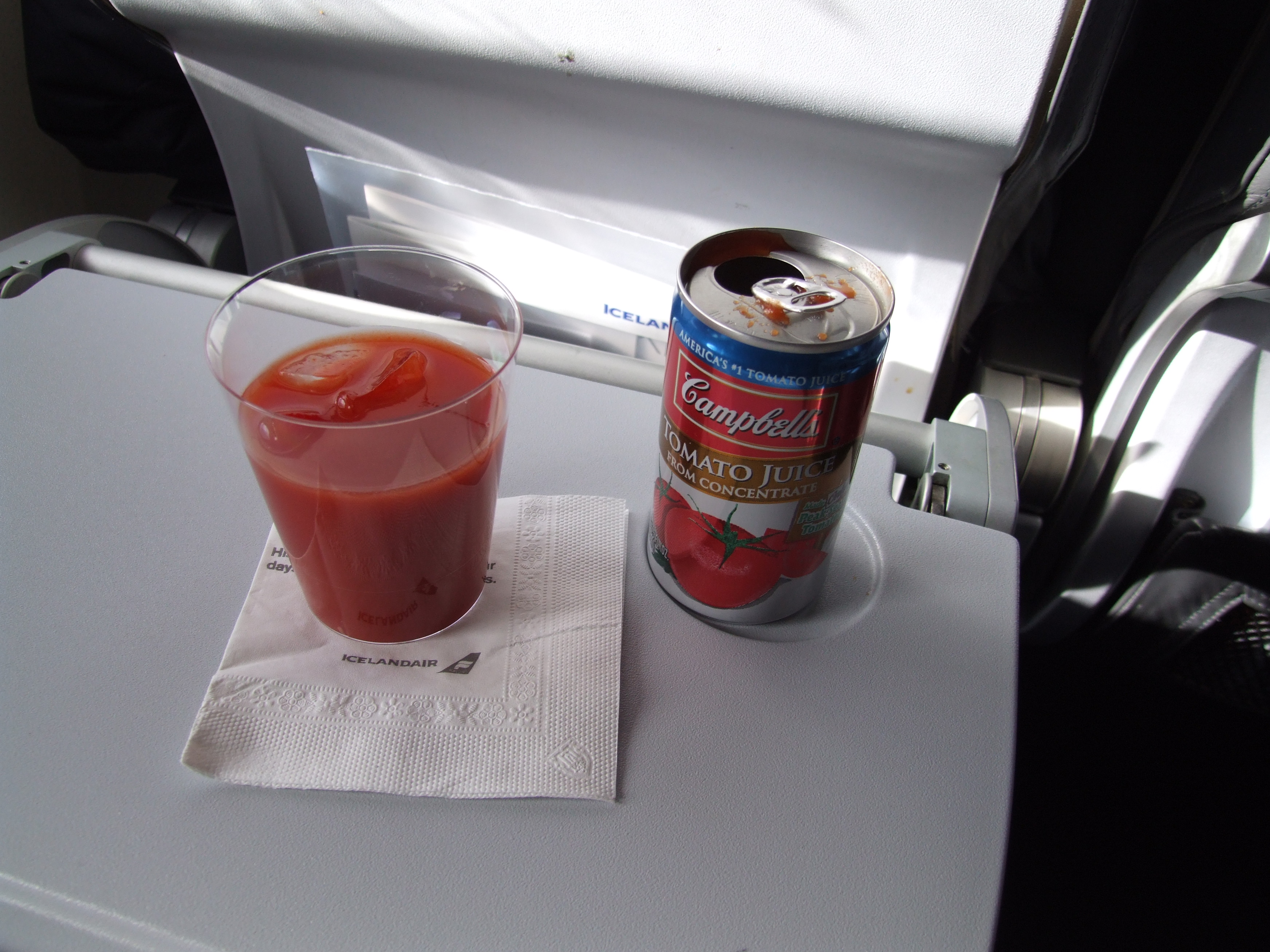
Campbell's tomato juice på en flygning med Icelandair

Campbell Soup Company bildades 1869 i USA och är idag ett internationellt företag med 22 000 anställda och en omsättning på 65 miljarder kronor. Det nordiska bolaget Campbell Soup Sweden AB bildades i maj 2001.
År 2001 tvingades Unilever att avyttra några varumärken av konkurrensskäl. Detta gjorde att Blå Band, Gustaf Bong och fabriken i Karpalund såldes till Campbell Soup Company. Produktionen i Sverige skedde vid produktionsenheten i Kristianstad, där företaget även hade sitt nordiska huvudkontor. Bland de nordiska varumärkena kan nämnas Campbell's, V8, Blå Band, Bong, Touch of Taste och Iso Mitta. Fabriken i Karpalund avvecklades år 2014 och tillverkningen flyttade till Belgien. Företaget döptes om till Continentel foods och blev senare GB Foods som nu äger varumärkena Blå Band och Bongs. Campbells tillverkar flera kända varumärken runt om i världen. Soppor samt kalla och varma såser är företagets specialitet.
Campbells soppor är kända för att vara inspiration åt några av Andy Warhols tavlor.